# إنغو كليمن
إنغو كليمن (بالألمانية: Ingo Klemen) (29 يوليو 1986 في النمسا - ) هو لاعب كرة قدم نمساوي في مركز الهجوم. لعب مع رابيد فيينا ونادي ماترسبرغ وFC Juniors OÖ ‏ وASK Baumgarten ‏ وSC-ESV Parndorf 1919 ‏.

## وصلات خارجية
- إنغو كليمن على موقع قاعدة بيانات كرة القدم.إي يو (الإنجليزية)
- إنغو كليمن على موقع Soccerway.com (الإنجليزية)
- إنغو كليمن على موقع عالم كرة القدم.نت (الإنجليزية)